# Il delitto di Bagatelle
Il delitto di Bagatelle (titolo originale francese L'homme dans la rue, conosciuto in italiano anche coi titoli Quattro giorni sempre a piedi e Il prigioniero della strada) è un racconto dello scrittore belga Georges Simenon con protagonista il celeberrimo commissario Maigret. Venne scritto a Nieul-sur-Mer, nella Charente Marittima, nel 1939.
Il racconto venne pubblicato per la prima volta come Le prisonnier de la rue, in due puntate su "Sept jours", del 15 e 22 dicembre 1940, quindi in volume, nella raccolta di racconti Maigret et les petits cochons sans queue, edita da Presses de la Cité nel 1950.

## Trama
Dalle parti della Porte de Bagatelle, sui viali del Bois de Boulogne, viene trovato il cadavere di Ernst Borms, medico viennese domiciliato a Neuilly-sur-Seine. All'uomo è stato sparato, ma non vi sono indizi o sospettati. In seguito la soluzione del caso verrà ricordata dai colleghi come tipica di Maigret, che fa pubblicare sui giornali la notizia che l'assassino è stato scoperto e che vi sarà il giorno dopo una ricostruzione degli eventi sul posto. Tra i curiosi che si presentano ad assistere alcuni sospetti vengono poi seguiti. Tra di loro in particolare viene data la caccia a un uomo che appare e scompare senza farsi prendere; infine viene identificato come Stephan Strevzki, un polacco di Varsavia sposato a una donna anch'ella polacca di nome Dora. I due vivono a Passy (vecchio comune che ora fa parte del XVI arrondissement di Parigi) da pochi anni, ma lui da qualche giorno è sparito. Maigret fa allora pubblicare dai giornali la notizia che la moglie è stata rapita e lui, spaventato, si consegna alla polizia. Viene fuori che lei era l'amante di Borms e per questioni di orgoglio e gelosia lo ha ucciso. Il marito, che sapeva tutto, ha cercato di deviare l'inchiesta, spostando i sospetti su di sé, ma inutilmente. Ora si rivolgerà ai migliori avvocati e la farà difendere, nel campo dei delitti passionali, riuscendo non a farla assolvere, ma almeno a farle avere solo un anno. E nel frattempo andrà a trovare una o due volte alla settimana il commissario, insegnandogli a giocare a scacchi.

## Lista dei racconti della raccolta
- Les Petits Cochons sans queue
- Sous peine de mort
- Le Petit Tailleur et le Chapelier
- Un certain Monsieur Berquin
- L'Escale de Buenaventura
- L'Homme dans la rue
- Vente à la bougie (solo qui appare Maigret)
- Le Deuil de Fonsine
- Madame Quatre et ses enfants

## Edizioni italiane
- Quattro giorni sempre a piedi, traduzione di Anna Ferraris, Collana Capolavori Gialli n.109, Milano, Mondadori, 1958.
- in  L'innamorato della signora Maigret, Collana Le inchieste del commissario Maigret n.25, Milano, Mondadori, 1967.[1] - Collana Oscar n.1436 o G 81, Mondadori, 1981.
- Il prigioniero della strada, pp.91-108, in  Minacce di morte e altri racconti, traduzione di Marina Di Leo, Collana Gli Adelphi n.454, Milano, Adelphi, 2014, ISBN 978-88-459-2879-6.

## Adattamenti dei racconti

### Televisione
- 1960 : Sous peine de mort, telefilm per la TV Svizzero-romanza realizzata da Gilbert Bovay, con Jean-Roger Caussimon, Robert Scoridt, William Jacques, Monique Mani, Doris Reiner, Gérard Carrat, André Pache, P.-H. Wild e Jeanne Talbot.
- 1988 : Maigret et l’Homme de la rue, episodio 82 della serie francese Les enquêtes du commissaire Maigret, realizzata per la regia di Jean Kerchbron, con Jean Richard (Maigret), Annick Tanguy (Madame Maigret), Serge Feuillard (Lola), Marcelle Barreau (la gardienne), Yves Brainville (il professor Wiener), Patrick Burgel (le jogger), Nathalie Dalyan (la femme du jogger), Jean Négroni (le directeur de la P.J.), trasmesso su Antenne 2 il 25 dicembre 1988.
- 1995 : Maigret et la Vente à la bougie, episodio 17 della serie Maigret realizzata da Pierre Granier-Deferre, con Bruno Cremer (Maigret), Étienne Chicot (Fred), Daniel Gélin (padre Nicolas), Michèle Moretti (Juliette), Pierre Forest (Groult). In Italia è uscito col titolo Maigret e la vendita all'asta.
- 1999 : Madame Quatre et ses enfants, episodio 29 della serie francese Maigret realizzata da Philippe Bérenger, con Bruno Cremer (Maigret), Marianne Basler (Madame Quatre), Christian Morin (commissario Vaimber), Claude Duparfait (Lagarde). In Italia è uscito col titolo Maigret e la moglie del farmacista.
- 2004 : Maigret et les Petits Cochons sans queue, episodio 47 della serie francese Maigret realizzato da Charles Nemes, con Bruno Cremer (Maigret), Vahina Giocante (Germaine Leblanc), Roger Souza (commissario Pardi), Thérèse Liotard (la contessa). In Italia è uscito col titolo Maigret: Indagine non autorizzata nel 2009.